# 가운데땅의 역법
J. R. R. 톨킨은 《반지의 제왕》에서 쓰이는 여러 개의 가운데땅의 역법을 고안했다.

## 임라드리스력
임라드리스력은 요정 (엘프)들이 사용하는 달력으로서, 각 달의 명칭과 날짜 범위는 다음과 같다. (아래 칸은 12년마다 조정시기가 올 때의 범위이고, 모든 달의 이름은 꿰냐(중간 줄은 신다린)이다.
| 이름        | 예스타레 (첫째날) | 투일레 에수일 (봄) | 라이레 라에르 (여름) | 야비에 이아바스 (가을) | 엔데리 (가운뎃날) | 꾸엘레 피리세 (쇠퇴기) | 리베 리우 (겨울) | 코이레 에쿠이르 (활동기) | 멧타레 (마지막날) |
| 범위 (일수) | 1 (1)             | 2-55 (54)          | 56-127 (72)          | 128-181 (54)           | 182-184 (3)       | 185-238 (54)           | 239-310 (72)     | 311-364 (54)             | 365 (1)           |
| 범위 (일수) | 1 (1)             | 2-55 (54)          | 56-127 (72)          | 128-181 (54)           | 182-187 (6)       | 188-241 (54)           | 242-313 (72)     | 314-367 (54)             | 368 (1)           |

또한, 임라드리스력은 윤년을 12년에 한 번씩 3일간 조정하며, 그 3일은 '엔데리'(가운뎃날)에 합쳐진다. 또한, 임라드리스력에서는 144년(12×12년)을 하나의 단위 옌(Yén)으로 규정한다. 또한, 한 해의 시작은 1월 1일이 아니라 3월 27일(그 당시 시기)로 규정되어 있다.
임라드리스력의 한 주는 순서대로 다음과 같이 이루어져 있다(모든 요일의 이름은 꿰냐임(괄호 안은 신다린).); 엘레냐(오르길리온, 샤이어력의 성요일), 아나랴(오라노르, 샤이어력의 일요일), 이실랴(오리실, 샤이어력의 월요일), 알두야(오르갈라다드, 샤이어력의 목요일), 메넬랴(오르메넬, 샤이어력의 천요일), 발라냐(오르벨라인(로딘), 샤이어력의 신요일).
현재, 임라드리스력을 현재의 태양력에 적용하려는 시도들이 계속되고 있다. 그러나, 현재의 날짜로 '그 당시의 시기가 며칠인가'에 대하여서는 논의가 있는데, 혹자는 3월 27일, 또 혹자는 3월 29일을 주장한다. 그러나, 톨킨은 이에 대해 현재의 날짜가 어떠한지에 대하여 정확히 규정한 바가 없어서, 이는 현재의 복원가들에게 영원한 숙제로 남아 있다.

## 샤이어력
샤이어력은 호빗과 반지의 제왕에 나오는 호빗들이 사용하는 달력으로서, 각 달의 명칭과 날짜 범위는 다음과 같다.
(아래 칸은 4년마다 윤년이 올 때의 범위이고, 괄호 안의 명칭은 브리력(브리에서 통용되는 샤이어력의 변종)의 달 이름이다.)
| 이름        | 율다음달 (1월, 프레리) | 솔마스 (2월) | 레세 (3월) | 아스트론 (4월, 치싱) | 스리밋지 (5월) | 리세전달 (6월, 리세)   | 한가운뎃날 | 리세우수릿날 | 리세다음달 (7월, 여름달) | 웨드마스 (8월) | 할리마스 (9월, 추숫달) | 윈터필스 (10월, 윈트링) | 블룻마스 (11월, 블로팅) | 율전달 (12월, 율달)  |
| 범위 (일수) | 1(율 2일)-31 (31)      | 32-61 (30)   | 62-91 (30) | 92-121 (30)          | 122-151 (30)   | 152-182(리세 1일) (31) | 183 (1)    | (0)          | 184(리세 2일)-214 (31)   | 215-244 (30)   | 245-274 (30)           | 275-304 (30)            | 305-334 (30)            | 335-365(율 1일) (31) |
| 범위 (일수) | 1(율 2일)-31 (31)      | 32-61 (30)   | 62-91 (30) | 92-121 (30)          | 122-151 (30)   | 152-182(리세 1일) (31) | 183 (1)    | 184 (1)      | 185(리세 2일)-215 (31)   | 216-245 (30)   | 246-275 (30)           | 276-305 (30)            | 306-335 (30)            | 336-366(율 1일) (31) |

특징은 달 수가 그레고리력과 같은 12달이라는 점과, 임라드리스력의 한 해의 시작이 3월 27일인데 비해, 샤이어력의 그것은 그레고리력의 그것과 비슷한 1월 3일이라는 점이다. 또한 샤이어력의 한가운뎃날과 리세우수릿날은 요일에 포함되지 않는다. 요일인 날이 1년에 364(7×52)일이므로, 샤이어력은 모든 해의 달력이 전부 같다.
샤이어력에서 한 주는 첫째 날인 성요일(星曜日, 스터데이)에 시작되어 마지막 날인 신요일(神曜日, 하이데이)에 끝난다. 샤이어력의 신요일은 그레고리력의 일요일에 가까운 날으로, 휴일(정오 이후)이다. 따라서 샤이어력의 성요일은 그레고리력의 월요일에 더 가깝고, 샤이어력의 해요일(海曜日, 메르스데이)은 그레고리력의 토요일에 해당된다.
샤이어력의 한 주는 다음과 같이 이루어져 있다; 성요일(별의 날, 스터데이:Star+day), 일요일(해의 날, 선데이:Sun+day), 월요일(달의 날, 먼데이:Moon+day), 목요일(백색나무의 날, 트류스데이:Trees+day), 천요일(하늘의 날, 헤벤스데이:Heavens+day), 해요일(바다의 날, 메르스데이:Mers+day), 신요일(발라(위대한 신)의 날, 하이데이:High+day).